# هاچیسون پورت
هاچیسون پورت (به انگلیسی: Hutchison Port) شرکت هلدینگ لجستیک هنگ کنگی است، که در زمینه ارائه خدمات پشتیبانی و مدیریت بنادر و پایانه‌های تجاری فعالیت می‌کند.
ریشه‌های تأسیس این شرکت به سال ۱۸۶۶ بازمی‌گردد، که هنگ‌کنگ اند وامپوا داک کمپانی به‌عنوان نخستین شرکت هنگ کنگی تأسیس شد.
در حال حاضر هاچیسون پورت زیرمجموعه‌ای از شرکت هاچیسون وامپو می‌باشد و با در اختیار داشتن ۳۱۹ اسکله، ۵۲ پایانه دریایی، ۲ فرودگاه، ۳ ترمینال لجستیکی و ۴ جزیره خصوصی گردشگری، در ۲۶ کشور، دارای عملیات می‌باشد و به‌عنوان بزرگترین اپراتور بنادر تجاری جهان به‌شمار می‌آید.
دفتر مرکزی این شرکت در هنگ کنگ قرار دارد و بخشی از سهام آن در بازار بورس سنگاپور معامله می‌شود.